# Drosophila magnabadia
Drosophila magnabadia este o specie de muște din genul Drosophila, familia Drosophilidae, descrisă de Patterson și Mainland în anul 1943. Conform Catalogue of Life specia Drosophila magnabadia nu are subspecii cunoscute.